# 医療対話推進者
医療対話推進者（いりょうたいわすいしんしゃ）とは、医療機関において患者・家族支援体制の調整と対話促進の役割を果たす者である。

## 沿革
2012年度の中医協において、厚生労働省が、愛媛県医師会、全国社会保険協会連合会(現地域医療推進機構)などで養成・配置されていた医療メディエーターの成果および組織体制の資料に基いて、こうした人材を配置している場合に診療報酬加算を行うことを提案し、最終的に「患者サポート体制充実加算」として認められるに至った。また、その成果は順調に表れている。
その後、業務指針・研修指針も整備され、厚生労働省は事務連絡の中で、これに適合する養成研修として「日本医療機能評価機構の研修である」と明記し、その他の研修提供組織については、個別に評定するとしている。
日本医療機能評価機構の研修は、医療メディエーター養成研修として早稲田大学和田仁孝教授と山形大学中西淑美准教授が開発したプログラムであり、現在では、日本医療機能評価機構、日本医師会、日本医療メディエーター協会が協働して研修を提供している。年間100回以上の育成研修が行われ、医療対話推進者の95％以上がこの研修を受講している。このほか、NPO法人架け橋、日本医療コーディネーター協会なども、年に数回の研修を提供している。

## 業務指針
医療対話推進者の業務としては次のような項目が挙げられている。
1. 患者・家族支援体制の構築
2. 患者・家族支援体制に関する職員への教育・研修の実施
3. 患者・家族への一次対応としての業務
4. 患者・家族からの相談事例の収集、分析、対策立案、フィードバック、評価
5. 医療事故や、医療事故を疑った患者・家族からの申し出に関して対応すること
6. 説明と対話の文化の醸成

## 医療対話推進者養成研修
厚生労働省は事務連絡で加算に適合する研修を「日本医療機能評価機構の研修」すなわち
和田・中西らによって開発されたメディエーション研修（日本医療機能評価機構のほか、日本医師会、日本医療メディエーター協会が実施）を中心とするものと規定し、その他は個別に判定するとしている。
医療対話推進者養成研修は下記の組織・機関で実施されている。

### 医療機能評価機構（日本医師会・日本医療メディエーター協会）のプログラムに基くもの
- 日本医療機能評価機構（年10回程度）
- 日本医師会（年3回程度）
- 日本医療メディエーター協会各支部（北海道・東北・甲信越・首都圏・東海・北陸・近畿・中国・山陰・四国・九州・沖縄）
- 早稲田アカデミック・ソリューション（年6回程度）
- 国立病院機構東北・北海道ブロック
- 国立病院機構中国四国ブロック
- 国立病院機構九州ブロック
- 労働者健康福祉機構（労災病院グループ）
- 国家公務員共済連合会
- 文化厚生農業協同組合連合会（厚生連）
- 全日本民医連
- 全国社会保険協会連合会
- 私立医大医療安全連絡協議会（東京）
- セコムグループ
- 徳洲会病院グループ
- 戸田中央医科グループ
- 愛媛県医師会
- 京都府医師会
- 石川県医師会
- 新潟県医師会
- 岩手県医師会
- 福岡市医師会
- 神戸市医師会
- 岩手県医療局
- 新潟県病院局
- 神奈川県立病院機構
- 大阪府病院機構
- 静岡県病院凶器
- その他国立循環器病研究センター、虎の門病院等、個別病院と日本医療メディエーター協会共催研修

### その他の厚生労働省研修指針に合致したプログラム提供機関
- NPO法人架け橋
- 日本医療コーディネーター協会